# Pyropyxis
Pyropyxis es un género de hongos de la familia Pyronemataceae. Fue circunscrito en 1984 por Keith Egger, solo contiene la especie Pyropyxis rubra. La especie fue inicialmente circunscrita por Charles Horton Peck en 1872 como especie de Peziza.
Los cuerpos fructíferos posee forma de copa, de color rosado a rojizo-anaranjado. Pyropyxis posee un Dichobotrys anamorfo. El nombre del género deriva de las palabras griegapyros (fuego)) y la latina pyxis, refieren a la segregación de esta especie del género Geopyxis. Sin embargo la palabra griega antigua para "fuego" es pyr (πῦρ). Pyropyxis rubra es nativo de América del Norte, donde crece como saprofito en las cenizas de bosques quemados tanto de hojas caducas como mixto.